# Kolibabovce
Kolibabovce é um município da Eslováquia, situado no distrito de Sobrance, na região de Košice. Tem 3,83 km² de área e sua população em 2018 foi estimada em 190 habitantes.

## Demografia
| Ano:        | 1994 | 2004    | 2014   | 2024   |
| ----------- | ---- | ------- | ------ | ------ |
| Broj ljudi: | 165  | 189     | 193    | 199    |
| Razlika:    |      | +14,54% | +2,11% | +3,10% |

| Ano:               | 2023 | 2024   |
| ------------------ | ---- | ------ |
| Número de pessoas: | 201  | 199    |
| Diferença:         |      | -0,99% |